# ديفيد غيلمور بلايث
ديفيد غيلمور بلايث (بالإنجليزية: David Gilmour Blythe)‏ هو رسام أمريكي، ولد في 9 مايو 1815 في إيست ليفربول في الولايات المتحدة، وتوفي في 15 مايو 1865 في بيتسبرغ في الولايات المتحدة.